# Šarkan
Šarkan este o comună slovacă, aflată în districtul Nové Zámky din regiunea Nitra. Localitatea se află la altitudinea de 131 m deasupra n.m., se întinde pe o suprafață de 13,64 km2 și în 2017 număra 378 de locuitori.

## Istoric
Localitatea Šarkan este atestată documentar din 1247.

## Demografie
| An:                | 1994 | 2004    | 2014    | 2024   |
| ------------------ | ---- | ------- | ------- | ------ |
| Număr de persoane: | 393  | 343     | 386     | 369    |
| Diferență:         |      | −12,72% | +12,53% | −4,40% |

| An:                | 2023 | 2024   |
| ------------------ | ---- | ------ |
| Număr de persoane: | 358  | 369    |
| Diferență:         |      | +3,07% |